# Stephanie Harvey
Stephanie Harvey es más conocida por sus seguidores y seguidoras como "missharvey", nickname que utiliza en su trabajo: los e-sports (videojuegos o deportes electrónicos). Nació el 19 de abril de 1986, originaria de Quebec (Canadá), por lo que es bilingüe en francés e inglés y es conocida internacionalmente por haber ganado cinco campeonatos mundiales de Counter-Strike: Global Offensive y ser desarrolladora de videojuegos en Ubisoft Montreal.

## Vida laboral
Stephanie estudió el grado de arquitectura y completó sus estudios con el máster en diseño de videojuegos por lo que es tanto “gamer” (jugadora de videojuegos) profesional como diseñadora de videojuegos. Comenzó su carrera en el mundo de los e-sport jugando al Counter Strike, cuando aún muy pocas mujeres se dedicaban a esto profesionalmente y por ello ha tenido que soportar innumerables críticas de quienes consideran que los e-sport son un terreno exclusivamente masculino. Ella misma considera que es un entorno muy tóxico para las mujeres pero no por ello deben renunciar a estar en él, sino que deben quedarse y cambiarlo.
Esta cyberatleta ha estado en 4 equipos desde que comenzó su carrera en 2005: CheckSix Divas (2005), SK Ladies (2006–2010), UBINITED (2011–2015) y CLG.CS Red (2015-actualidad). En una entrevista del 2015 para Viagame comenta que con su equipo, CLG.CS Red (5 chicas en total), entrenan mínimo 5 horas al día en conjunto, para practicar juntas, más el tiempo que le dedican individualmente (una dedicación de mínimo 25 horas semanales y en ocasiones llegando a ser 100 horas). Ganan dinero con los torneos y ligas (igual que en cualquier deporte). Actualmente las integrantes de este equipo son Christine Chi “potter”, Diane Tran “di^”, Benita Novshadian “bENITA”, y desde agosto del 2016, Klaudia Beczkiewicz “klaudia”.
En lo referente a su carrera como diseñadora de videojuegos, ha trabajado para Ubisoft Montreal hasta el 2016. El primer videojuego que diseñó completamente (para Ubisoft Montreal) se llama Far Cry Primal, un videojuego en primera persona cuya trama se desarrolla en la Edad de Piedra.

## Causas que apoya
Colabora con causas que considera justas, por ejemplo, dona parte de sus ingresos a la fundación Cybersmile (que lucha contra el cyberbulling) y es la cocreadora, junto con Anna Prosser Robinson, Geneviève Forget y Stephanie Powell, del proyecto Missclicks. Esta plataforma se dedica a aumentar la visibilidad y a apoyar a mujeres geeks y gamers (“frikis” y jugadoras de videojuegos) frente al acoso que sufren en la red.

## Premios
En torneos internacionales de Counter Strike ha llegado al primer puesto, junto con su equipo en: Copa Mundial Femenina de Deportes Electrónicos 2007 (ESWC 2007 Women), Arbalet Ukraine 2010 Women, Copa Mundial Femenina de Deportes Electrónicos 2010 (ESWC 2010 Women) y Copa Mundial Femenina de Deportes Electrónicos 2011 (ESWC 2011 Women).
En torneos internacionales de Counter Strike: Global Ofensive ha ganado el primer premio en: Copa Mundial Femenina de Deportes Electrónicos 2012 (ESWC 2012 Women) y Copa Mundial Femenina de Deportes Electrónicos (ESWC 2015 Women).
Ha ganado también la tercera temporada de “Canada's Smartest Person” (concurso con retos para probar la inteligencia de los participantes en la televisión canadiense basado en la teoría de las inteligencias múltiples).